# Karel Čížek (překladatel)
Karel Čížek, též Karolos Tsizek (řecky Κάρολος Τσίζεκ) (1922 Brescia – 2013 Soluň) byl výtvarník, grafik, překladatel, básník a prozaik českého původu, který prožil většinu svého života v Soluni. Roku 1987 obdržel řecké občanství. Od počátku šedesátých let po dobu více než dvaceti pěti let učil na Katedře italského jazyka a filologie Aristotelovy univerzity v Soluni. Mluvil několika jazyky a do řečtiny přeložil díla českých, ale i italských básníků a spisovatelů, eseje a další.

## Život
Karel Čížek se narodil roku 1922 v Brescii v Itálii českým rodičům. Jeho otec, řemeslník se specializací na punčochový průmysl, získal zaměstnání ve společnosti bratrů Modianových v Soluni, kam tedy roku 1929 tehdy sedmiletý Karel se svými rodiči přesídlil. Zde vychodil italskou základní školu Santorre di Santarosa a pokračoval na Italské střední škole se zaměřením na přírodní vědy Umberto O a na Italském institutu Instituto Italiano di Cultura.
Na Aristotelově univerzitě studoval (v letech 1941–1950) obor Historie – Archeologie a Italskou filologii. Posléze vyučoval italštinu a zároveň pracoval jako tlumočník a překladatel. Byl polyglot: (kromě češtiny a řečtiny) ovládal například italštinu, ruštinu a angličtinu. Do řečtiny přeložil díla českých básníků (Jiřího Wolkera, Jana Skácela, Petra Bezruče a dalších), ale i italskou poezii, prózu a eseje.
Od roku 1945 do roku 1948 spolupracoval s časopisem Kochlias (Κοχλίας) a od roku 1958 po více než dvacet pět let byl spolupracovníkem časopisu Diagonios (Διαγώνιος). V obou literárních časopisech uveřejňoval prozaická díla, překlady a kritiky soluňských výtvarných umělců. U časopisu Diagonismos byl navíc autorem výtvarné podoby (včetně děl, která časopis vydával), tj. obálky a vnější úpravy publikací. Grafice se věnoval od padesátých let a za svá díla byl opakovaně vyznamenán. V oblasti malby se poprvé projevil v roce 1944, kdy se zúčastnil skupinové výstavy v Soluni spolu s Janisem Svoronosem (Γιάννης Σβορώνος), Nikosem-Gavriilem Pentzikisem (Νίκος-Γαβριήλ Πεντζίκης), Nikosem Sachinisem (Νίκος Σαχίνης) a dalšími.
Roku 1961 se stal učitelem na Katedře italského jazyka a filologie Aristotelovy univerzity, kde vyučoval až do roku 1988. Roku 2000 obdržel od univerzity čestný doktorát.
Italská republika ocenila Karla Čížka medailí Μedaglia di Βenemerenza Culturale (1960) a řádem Οrdine di Cavaliere al Merito (2000).
Zemřel 14. prosince roku 2013.

## České externí odkazy
- https://www.svetovka.cz/2014/10/10-2014-publicistika/
- https://www.ceskatelevize.cz/porady/10185519199-solunsky-cizek/
- https://www.dialogos-kpr.cz/txt_80/txt_0039.htm Archivováno 18. 5. 2021 na Wayback Machine.
- https://www.cesky-dialog.net/clanek/519-gratias-agit-cena-jana-masaryka/ Archivováno 10. 10. 2019 na Wayback Machine.

## Řecké externí odkazy
- http://www.greekstatemuseum.com/kmst/collections/db/search.html?primary_control_0=AN&secondary_control_0=S&tertiary_control_text_0=%CE%A4%CF%83%CE%AF%CE%B6%CE%B5%CE%BA%20%20%CE%9A%CE%AC%CF%81%CE%BF%CE%BB%CE%BF%CF%82&sort_order=1&show=1
- http://www.designmag.gr/karolos-cizek-article/9297